# مانويل بونيلا
مانويل بونيلا (بالإسبانية: Manuel Bonilla Chirinos)‏ (و. 1849 – 1913 م) كان مانويل رئيساً لجمهورية هندوراس لولايتين الأولي بدأت من 13 إبريل 1903 إلي 25 فبراير 1907، وولايته الثانية من 1 فبراير 1912 إلي 21 مارس 1913، كما كان نائياً للرئيس من 1895 إلي 1899.
ولد مانويل في خوتيكالبا، أولانشو بالهندوراس وبدأ حياته السياسية ليبرالياً وسرعان ما تحول إلي المحافظين  حيث ساهمت أفكاره في قيام الحزب الوطني الهندوراسي. 